# To Sleep with Anger
To Sleep with Anger és una pel·lícula de comèdia negra nord-americana de 1990 escrita i dirigida per Charles Burnett, i protagonitzada per Danny Glover.
El 2017, la pel·lícula va ser seleccionada per a la seva preservació al National Film Registry dels Estats Units per la Biblioteca del Congrés dels Estats Units per ser "important culturalment, històricament o estèticament". Fou estrenada en format domèstic remasteritzada per The Criterion Collection el 26 de febrer de 2019.

## Argument
Gideon i la seva dona Suzie viuen a South Central Los Angeles. Harry, un amic del sud a qui fa molts anys que no veuen, fa una visita sorpresa. La parella està encantada de veure'l i insisteix perquè es quedi amb ells el temps que vulgui. En Harry té uns maneres encantadores i de casa, però la seva presència enigmàtica i una mica amoral provoca problemes de crisi a foc lent a la família, especialment pel que fa al fill petit, Samuel o "Babe Brother", i les seves relacions amb els seus pares, la seva dona, i germà gran, Junior.
La presència d'en Harry amenaça de trencar el matrimoni de Samuel i sembla estar relacionada amb una malaltia que desenvolupa en Gideon. En última instància, resulta purgant, tot i que el paper precís d'en Harry segueix sent ambigu.

## Repartiment
- Danny Glover com a Harry
- Paul Butler com a Gideon
- Mary Alice com a Suzie
- Carl Lumbly com a Junior
- Vonetta McGee com a Pat
- Richard Brooks com a Babe Brother
- Sheryl Lee Ralph com a Linda
- DeVaughn Nixon com a Sunny
- Reina King com a Rhonda
- Cory Curtis com a Skip
- Paula Bellamy com a Sra. Forner
- Wonderful Smith com a predicador
- Ethel Ayler com a Hattie
- Beverly Mickins com a veïna
- Jimmy Witherspoon com a Percy
- Julius Harris com a Herman

## Recepció
La pel·lícula ha rebut elogis de la crítica. A Rotten Tomatoes, To Sleep with Anger té una puntuació del 88% a partir de 34 ressenyes, amb una puntuació mitjana de 7,30/10. El consens crític del lloc web diu: "To Sleep with Anger examina les tensions culturals amb una mà hàbil i una potent barreja de comèdia i drama, animada amb habilitat vital per un fort repartiment liderat per Danny Glover."
Chuck Bowen de Slant Magazine la va anomenar una "obra mestra negligida del cinema afroamericà".Brandon Wilson d’IndieWire l'ha anomenada "l'altra obra mestra" de Burnett, així com moltes altres comparacions favorables amb Killer of Sheep, dient "Com tot el gran art, To Sleep With Anger triomfa perquè funciona tant a nivell personal... i és prou provocador temàticament com per alimentar hores de discussió sobre tradició versus modernitat i com ha afectat els afroamericans, per bé o per mal... [Burnett] ens demana que pensem en la bretxa generacional, la fe cristiana versus el misticisme dels boscos, l'adherència del passat versus l'atracció del present, l'anhel afroamericà de prosperitat financera versus el nostre sentit de l'altruisme, el deure i les complicacions a les dues cares de la moneda."
Roger Ebert,però, l’ha considerat "massa llarga" en una ressenya mixta. Owen Gleiberman d’Entertainment Weekly la considera "massa ambigua" i va dir que "mai troba un estat d'ànim".

## Reconeixements
| Any  | Premi                                                      | Categoria                        | Nominat(s)                                       | Resultat  | Ref.          |
| ---- | ---------------------------------------------------------- | -------------------------------- | ------------------------------------------------ | --------- | ------------- |
| 1991 | Premis de l'Associació de Crítics de Cinema de Chicago     | Millor pel·lícula                | Millor pel·lícula                                | Nominat   | [ 11 ]        |
| 1991 | Premis Independent Spirit                                  | Millor llargmetratge             | Caldecot Chubb, Thomas S. Byrnes and Darin Scott | Nominat   | [ 12 ] [ 13 ] |
| 1991 | Premis Independent Spirit                                  | Millor director                  | Charles Burnett                                  | Guanyador | [ 12 ] [ 13 ] |
| 1991 | Premis Independent Spirit                                  | Millor guió                      | Charles Burnett                                  | Guanyador | [ 12 ] [ 13 ] |
| 1991 | Premis Independent Spirit                                  | Millor actor                     | Danny Glover                                     | Guanyador | [ 12 ] [ 13 ] |
| 1991 | Premis Independent Spirit                                  | Millor actriu                    | Mary Alice                                       | Nominat   | [ 12 ] [ 13 ] |
| 1991 | Premis Independent Spirit                                  | Millor actriu secundària         | Ethel Ayler                                      | Nominat   | [ 12 ] [ 13 ] |
| 1991 | Premis Independent Spirit                                  | Millor actriu secundària         | Sheryl Lee Ralph                                 | Guanyador | [ 12 ] [ 13 ] |
| 1992 | NAACP Image Awards                                         | Pel·lícula destacada             | Pel·lícula destacada                             | Nominat   | [ 14 ]        |
| 1992 | NAACP Image Awards                                         | Actor destacat en una pel·lícula | Danny Glover                                     | Nominat   | [ 14 ]        |
| 1992 | NAACP Image Awards                                         | Millor actriu en una pel·lícula  | Mary Alice                                       | Nominat   | [ 14 ]        |
| 1990 | Premis de l'Associació de Crítics de Cinema de Los Angeles | Millor guió                      | Charles Burnett                                  | Nominat   | [ 15 ]        |
| 1991 | Premis de la Societat Nacional de Crítics de Cinema        | Millor actor                     | Danny Glover                                     | Nominat   | [ 16 ]        |
| 1991 | Premis de la Societat Nacional de Crítics de Cinema        | Millor guió                      | Charles Burnett                                  | Guanyador | [ 16 ]        |
| 1990 | Premis del Cercle de Crítics de Cinema de Nova York        | Millor actor                     | Danny Glover                                     | Nominat   | [ 17 ]        |
| 1990 | Premis del Cercle de Crítics de Cinema de Nova York        | Millor guió                      | Charles Burnett                                  | Nominat   | [ 17 ]        |
| 1990 | Festival de Cinema de Sundance                             | Gran Premi del Jurat             | Charles Burnett                                  | Nominat   | [ 18 ]        |
| 1990 | Festival de Cinema de Sundance                             | Menció Especial del Jurat        | Charles Burnett                                  | Guanyador | [ 18 ]        |